# Jameis Winston
Jameis Winston (Hueytown, 6 gennaio 1994) è un giocatore di football americano statunitense che milita nel ruolo di quarterback per i New York Giants della National Football League (NFL). Al college ha giocato a football e baseball alla Florida State University ed è stato scelto come primo assoluto nel Draft NFL 2015 dai Tampa Bay Buccaneers. Nel 2013 ha vinto il prestigioso Heisman Trophy, il premio riservato al miglior giocatore universitario dell'anno.

## Carriera universitaria

### 2013
Winston si iscrisse alla Florida State University il 3 febbraio 2012 e passò il primo anno come redshirt (poteva cioè allenarsi con la squadra ma non scendere in campo) dietro il quarterback EJ Manuel. Nel suo debutto universitario completò 25 passaggi su 27 passando quattro touchdown e segnandone un altro su corsa contro la University of Pittsburgh. Nella sua prima stagione stabilì i record NCAA per un freshman per yard passate (3.820) e touchdown passati (38); quest'ultimo dato è anche il record stagionale della Atlantic Coast Conference. Sotto la guida di Winston, i Seminoles rimasero imbattuti per tutta la stagione regolare classificandosi primi nel ranking e qualificandosi per la finale del campionato nazionale. Il 12 dicembre fu premiato con il Walter Camp Award e con il Davey O'Brien come quarterback dell'anno. Due giorni dopo, Winston divenne solamente il secondo freshman della storia a vincere l'Heisman Trophy (dopo Johnny Manziel l'anno precedente), trionfando con il settimo maggior margine di tutti i tempi sul secondo classificato.

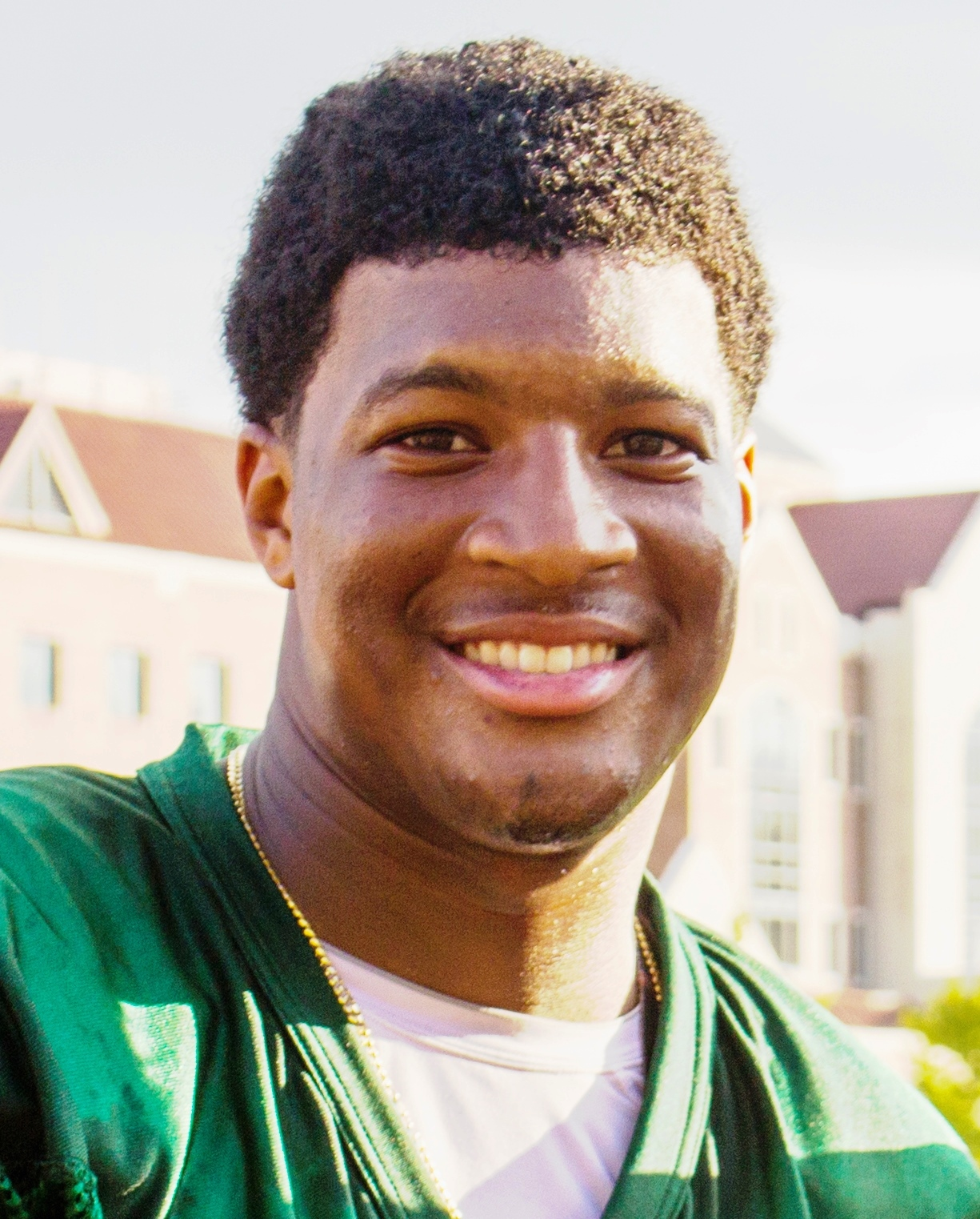
Winston nel 2013.

Il 6 gennaio 2014, giorno del suo ventesimo compleanno, Winston guidò Florida State alla vittoria del campionato NCAA contro Auburn per 34-31, venendo premiato come miglior giocatore dell'incontro, dopo aver guidato il drive da 80 yard della rimonta negli ultimi minuti di gara.

### 2014
Il 2014 di Winston non fu al livello della stagione precedente. Mentre Florida State si mantenne imbattuta nella stagione regolare vincendo diverse gare in rimonta, il giocatore subì quattordici intercetti. I Seminoles si qualificarono per la semifinale di campionato contro gli Oregon Ducks di Marcus Mariota in quello che fu solamente il terzo scontro della storia dei playoff tra vincitori dell'Heisman Trophy. Winston completò 29 passaggi su 45 per 348 yard, con un touchdown e un intercetto ma i Seminoles persero per 59-20. Fu la sua prima sconfitta in carriera dopo 27 vittorie consecutive.

### Vittorie e premi
- Campione NCAA (2013)
- Heisman Trophy (2013)
- Walter Camp Award (2013)
- Davey O'Brien Award (2013)
- Manning Award (2013)
- First-team All-American (2013)
- Giocatore della ACC dell'anno (2013)
- Giocatore offensivo della ACC dell'anno (2013)
- Rookie dell'anno della ACC (2013)
- Rookie offensivo della ACC dell'anno (2013)

### Statistiche al college
| 2012   | Florida State | FBS Div. I | ACC    | 0  | 0  | redshirt | redshirt | redshirt | redshirt | redshirt | redshirt | redshirt | redshirt | redshirt | -   | -   | -   | -  | - | -  | -   | -  | - |
| 2013   | Florida State | FBS Div. I | ACC    | 14 | 14 | 257      | 384      | 66,9%    | 4 057    | 10,6     | 94       | 40       | 10       | 184,8    | 88  | 219 | 2,5 | 21 | 4 | 27 | 181 | 6  | 2 |
| 2014   | Florida State | FBS Div. I | ACC    | 13 | 13 | 305      | 467      | 65,3%    | 3 907    | 8,4      | 68       | 25       | 18       | 145,5    | 57  | 67  | 1,1 | 28 | 3 | 17 | 127 | 7  | 2 |
| Totale | Totale        | Totale     | Totale | 27 | 27 | 562      | 851      | 66,0%    | 7 964    | 9,4      | 94       | 65       | 28       | 163,3    | 145 | 284 | 1,9 | 28 | 7 | 44 | 308 | 13 | 4 |

Fonte: Football Database

## Carriera professionistica

### Tampa Bay Buccaneers
Il 7 gennaio 2015, Winston annunciò la propria intenzione di concludere in anticipo la sua esperienza al college, dichiarandosi eleggibile per il Draft NFL 2015. Il 30 aprile 2015 venne scelto dai Tampa Bay Buccaneers come primo assoluto. Il giorno successivo firmò un contratto quadriennale del valore di 23,35 milioni di dollari, inclusi 16,7 milioni di bonus alla firma.

#### Stagione 2015

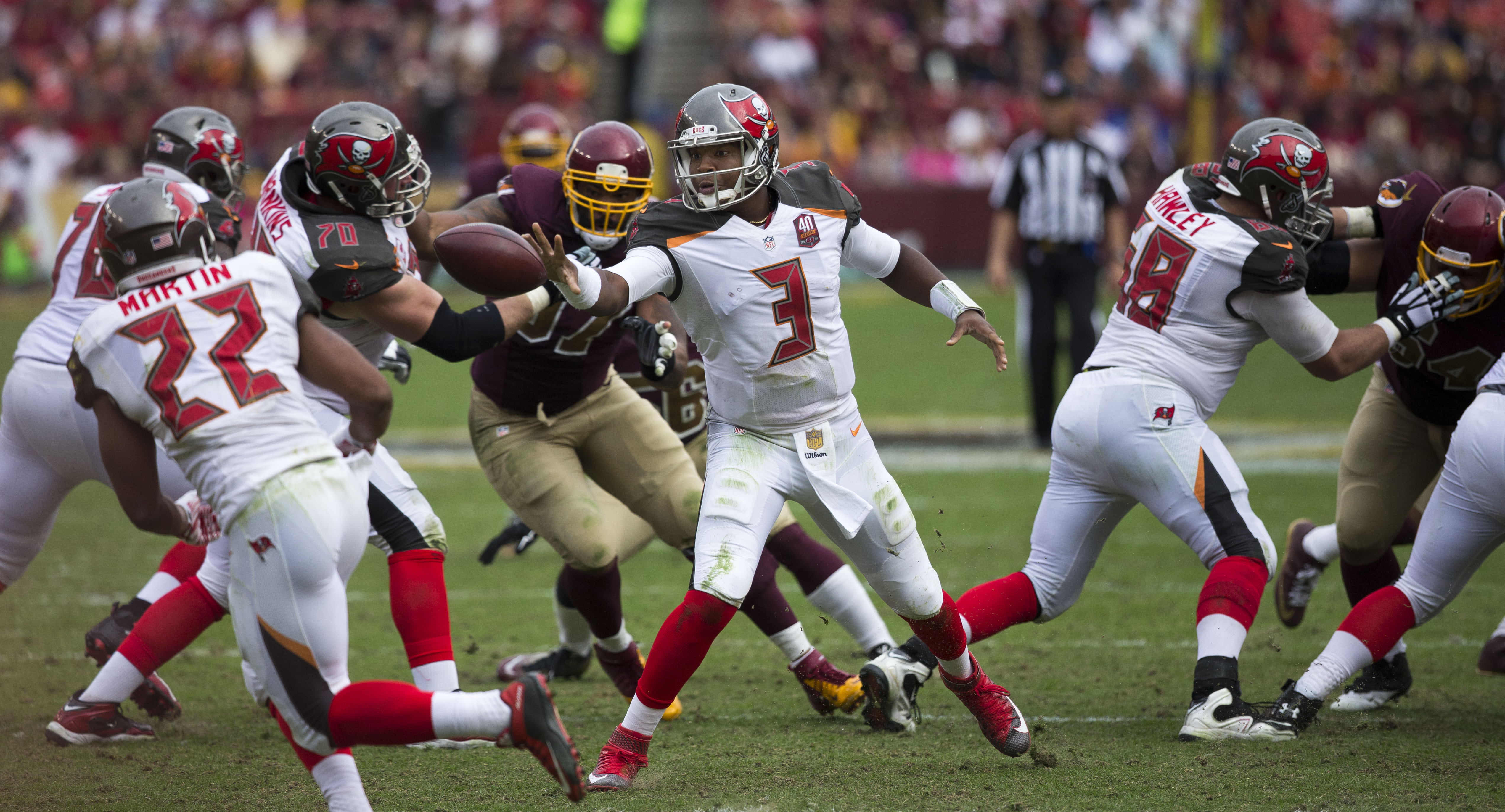
Winston contro i Reskins nel 2015

Winston debuttò come professionista contro i Tennessee Titans guidati dal giocatore scelto immediatamente dopo di lui nel draft, Marcus Mariota. Il primo passaggio tentato in carriera fu intercettato e ritornato dagli avversari in touchdown. L'ultimo giocatore a cui era capitato ciò era stato Brett Favre nel 1991. La sua prova terminò con 210 yard passate, 2 touchdown e 2 intercetti subiti, nella netta sconfitta per 42-14. La prima vittoria giunse sette giorni dopo in casa dei Saints in cui passò 207 yard, un touchdown e ne segnò un secondo su corsa. Per questa prova fu premiato come rookie della settimana.
Dopo una prova negativa nel quarto turno in cui Winston perse cinque palloni, la vittoria tornò la settimana seguente sui Jaguars in cui passò 209 yard e un touchdown, venendo premiato per la seconda volta come rookie della settimana. La terza giunse nella settimana 8 in casa degli Atlanta Falcons, con Winston che guidò il drive della vittoria nei tempi supplementari, convertendo tre situazioni di terzo down fino al field goal della vittoria di Connor Barth. Due settimane dopo, Winston faticò lanciando due intercetti (i primi dell'ultimo mese) contro i Cowboys ma si rifece nel finale di gara quando, a 54 secondi dal termine, segnò su corsa il touchdown da una yard della vittoria.
Nella settimana 11, Winston pareggiò il record NFL di Matthew Stafford e Ray Buivid per un rookie passando cinque touchdown nella vittoria in casa dei Philadelphia Eagles che portò i Bucs su un record di 5-5. Per questa prestazione fu premiato come quarterback della settimana e per la terza volta come rookie della settimana. Alla fine di novembre fu premiato come miglior rookie offensivo del mese.
Nella settimana 13, Winston passò un touchdown da 6 yard a Mike Evans con un minuto e 39 secondi sul cronomentro, dando ai Buccaneers la vittoria per 23-19 sugli Atlanta Falcons. Nella stessa gara segnò anche un touchdown su corsa. La sua annata si chiuse con 4.042 yard passate (terzo rookie della storia a superare le 4.000 yard dopo altre due prime scelte assolute come Cam Newton ed Andrew Luck), 22 touchdown e 15 intercetti, mentre Tampa Bay chiuse all'ultimo posto della division con un bilancio di 6-10, quattro vittorie in più dell'anno precedente in cui era stata la peggiore della lega. A fine anno fu convocato per il Pro Bowl al posto dell'infortunato Tom Brady, mentre la Pro Football Writers Association lo inserì nella formazione ideale dei rookie.

#### Stagione 2016
Sotto la direzione del nuovo capo-allenatore Dirk Koetter, Winston iniziò la sua seconda stagione da professionista con una vittoria in casa dei Falcons in cui passò 4 touchdown e subì un intercetto, una prestazione che gli valse i premi di miglior giocatore offensivo della NFC della settimana e di quarterback della settimana. La sua annata si chiuse diventando il primo quarterback della storia a passare 4.000 yard in entrambe le prime stagioni in carriera, superando i primati di franchigia di Josh Freeman con 4.090 yard passate e 28 touchdown ma anche col secondo peggior risultato della lega in termini di intercetti subiti, 18. I Buccaneers rimasero in corsa per un posto nei playoff fino all'ultima giornata ma il loro bilancio finale di 9 vittorie e 7 sconfitte non fu sufficiente per qualificarsi.

#### Stagione 2017
Nella settimana 6 contro i Cardinals, Winston fu costretto a lasciare la partita nel secondo quarto per un infortunio alla spalla. Nel nono turno contro i New Orleans Saints si infortunò nuovamente, venendo costretto a perdere tutto il secondo tempo. Il giorno successivo, il capo-allenatore Dirk Koetter affermò che Winston sarebbe rimasto fuori dai campi di gioco per almeno due settimane, saltando le prime gare della sua carriera professionistica. Tornò in campo nel tredicesimo perdendo tutte le successive quattro partite, prima di battere i Saints nell'ultima ininfluente gara stagionale. La sua stagione terminò con 3.504 yard passate, 19 touchdown e 11 intercetti per un passer rating di 92,2, il migliore della carriera al momento. I Buccaneers invece, attesi per un ritorno ai playoff, terminarono con un bilancio di 5-11 all'ultimo posto della propria division. Di quelle 5 vittorie, 3 furono con Winston in campo mentre il quarterback che lo sostituì, Ryan Fitzpatrick, vinse due delle tre gare che iniziò come titolare.

#### Stagione 2018

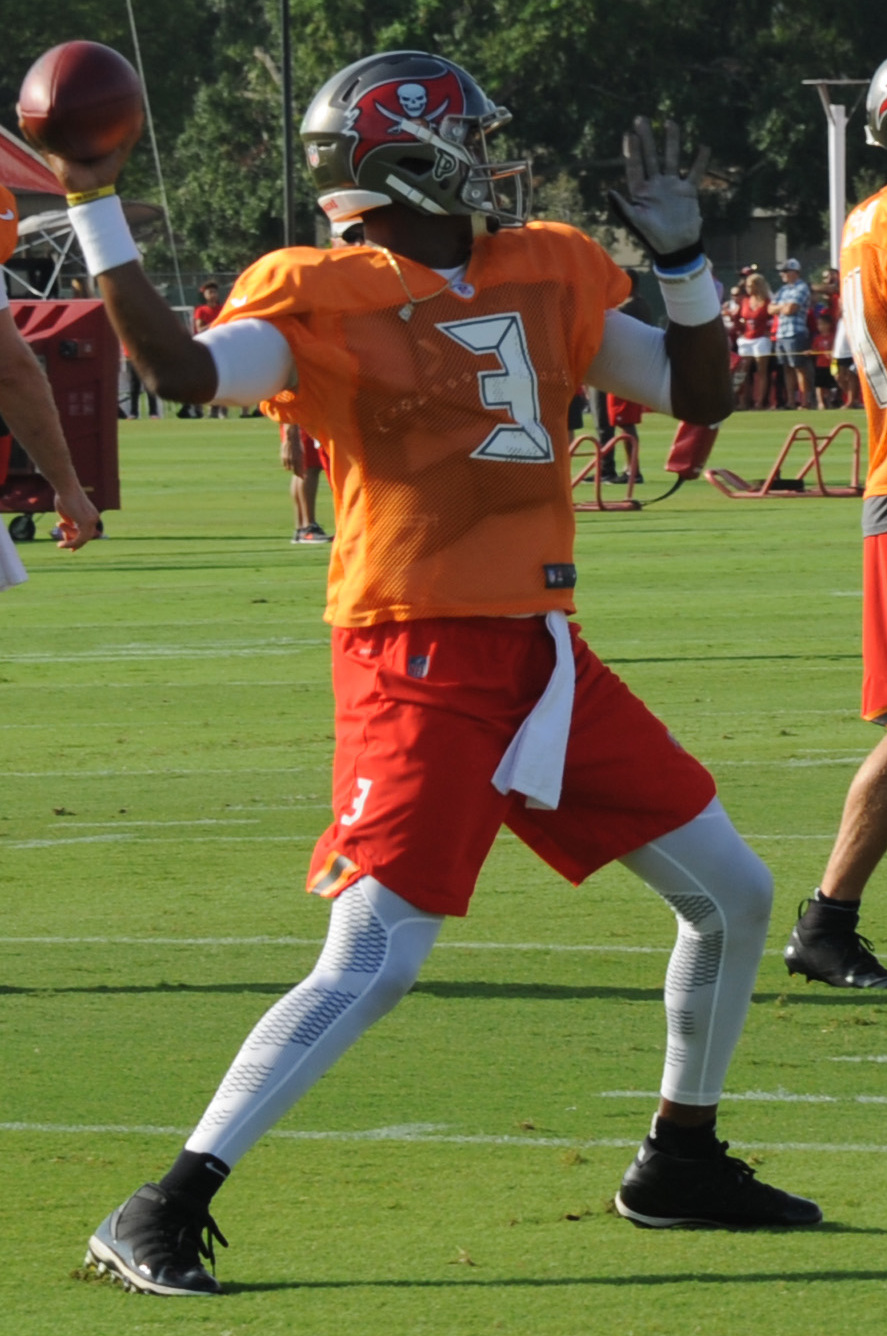
Winston nel training camp 2018

Il 28 giugno 2018 Winston fu sospeso per tre partite dalla lega per avere violato il codice di comportamento per un giocatore NFL. In quelle gare il suo sostituto Ryan Fitzpatrick giocò eccezionalmente bene, partendo così titolare anche nel quarto turno. Questi venne però sostituito nel secondo tempo da Winston, quando la squadra aveva accumulato uno svantaggio incolmabile contro i Bears, facendo così il suo debutto stagionale ma non riuscendo a guidare i Bucs alla rimonta. Nell'ottavo turno Winston subì 4 intercetti venendo sostituito per scelta tecnica da Fitzpatrick, che giocò fu nominato titolare per il turno successivo.

#### Stagione 2019

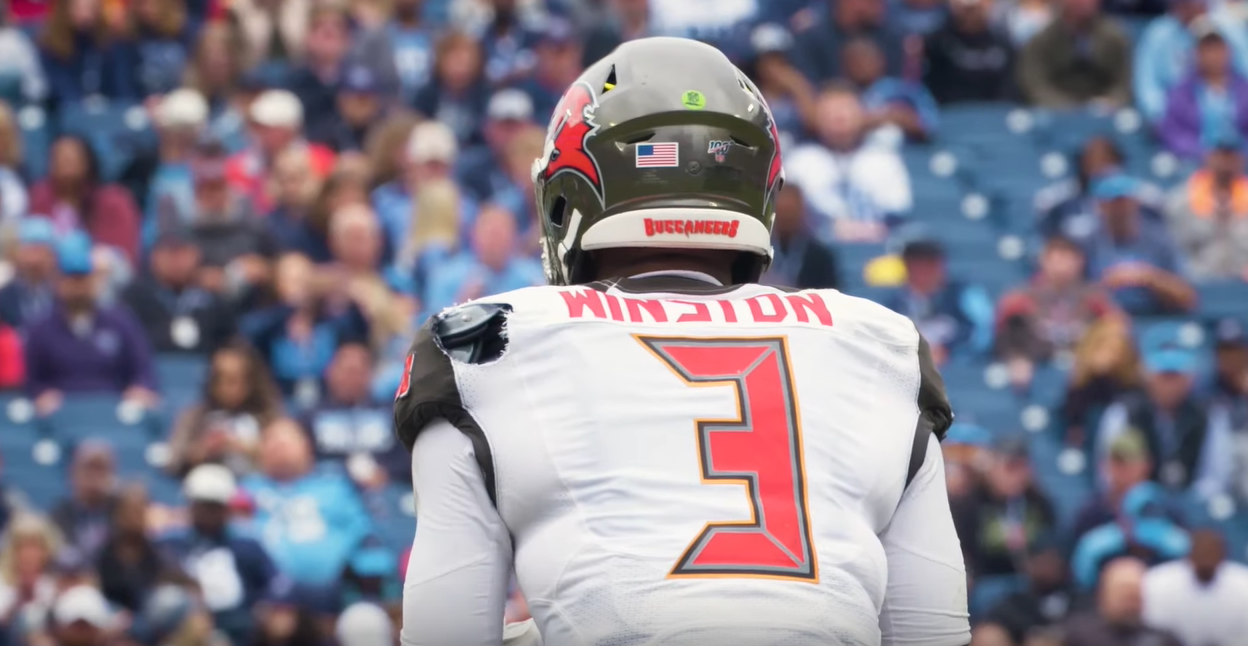
Winston il 31 ottobre 2019

Nel quarto turno Winston guidò i Bucs a segnare un record di franchigia di 55 punti e alla vittoria a sorpresa sui Rams con 385 yard passate, 4 touchdown e un intercetto subito. Per questa prestazione fu premiato come giocatore offensivo della NFC della settimana e come quarterback della settimana. Nella gara del sesto turno giocata a Londra Winston subì invece un primato personale negativo di 5 intercetti nella sconfitta con i Panthers. Nella settimana 15 Winston passò 458 yard, 4 TD e subì un intercetto nella vittoria sui Detroit Lions, diventando il primo giocatore della storia a passare 450 yard in due gare consecutive. La sua stagione si chiuse diventando l'ottavo giocatore della storia della NFL a passare oltre 5.000 yard in una stagione, si piazzò secondo in passaggi da touchdown (33) ma fu anche il peggiore della lega con 30 intercetti subiti. I suoi 6 intercetti ritornati in touchdown dagli avversari furono un record NFL negativo. Fu il primo giocatore della storia a terminare una stagione con 30 touchdown e 30 intercetti.

### New Orleans Saints
Il 26 aprile 2020 Winston firmò un contratto di un anno con i New Orleans Saints. Nel decimo turno, quando il titolare Drew Brees si infortunò alle costole, Winston giocò tutto il secondo tempo, completando 6 passaggi su 10 per 63 yard nella vittoria sui San Francisco 49ers.
Il 15 marzo 2021 Winston firmò un nuovo contratto annuale del valore di 5,5 milioni di dollari, con un valore massimo di 12,5 milioni inclusi gli incentivi. Brees si ritirò e l'ex prima scelta assoluta batté il pari ruolo Taysom Hill per il ruolo di nuovo quarterback titolare. Nella prima partita Winston pareggiò il suo record in carriera con 5 passaggi da touchdown nella netta vittoria contro i quotati Green Bay Packers per 38-3. Seguì una prestazione negativa prima di una vittoria contro i Patriots in cui passò 2 touchdown.
Il 31 ottobre 2021, durante una partita contro i Tampa Bay Buccaneers, Winston fu protagonista di un grave incidente al ginocchio che gli fece chiudere la stagione.
Winston tornò in campo nel primo turno della stagione 2022 nella vittoria in rimonta sui Falcons passando 269 yard e 2 touchdown. Il 18 settembre fu annunciato che aveva subito quattro fratture nella gara della settimana 1. Winston giocò le prime tre partite dopo di che fu dichiarato inattivo per le settimane 4 e 5. Al momento del ritorno, Winston fu sopravanzato come titolare da Andy Dalton che lo rimase per il resto della stagione.
Il 13 marzo 2023 Winston firmò con i Saints un rinnovo di un anno del valore massimo di 8 milioni di dollari. Nel decimo turno subentrò nel secondo tempo all'infortunato Derek Carr tentando di portare la squadra alla rimonta contro i Minnesota Vikings. Riuscì a passare due touchdown a Chris Olave e A.T. Perry ma due intercetti subiti nel finale condannarono i Saints alla sconfitta.

### Cleveland Browns
Il 12 marzo 2024 Winston firmò con i Cleveland Browns. Nel finale del settimo turno subentrò all'infortunato Dorian Thompson-Robinson (che a sua volta era entrato per sostituire l'altro infortunato Deshaun Watson). Winston si dimostrò il migliore dei tre quarterback in quella partita, guidando un drive concluso con un touchdown nella sconfitta con i Bengals per 21-14. La settimana successiva partì come titolare guidando un attacco fino a quel momento anemico con 334 yard passate e 3 touchdown nella vittoria sui favoriti Ravens in una delle maggiori sorprese della stagione regolare 2024. Per questa prestazione fu premiato come miglior giocatore offensivo della AFC della settimana. Di segno opposto la gara successiva, in cui subì tre intercetti nella sconfitta per 27-10 contro i Los Angeles Chargers. Nella settimana 12, in un Huntington Bank Field innevato, Winston portò i Browns alla vittoria a sorpresa sugli Steelers, segnando il primo touchdown su corsa dopo tre anni. Sette giorni dopo passò un record in carriera e di franchigia di 497 yard con 4 touchdown ma subì anche 3 intercetti nella sconfitta per 41-32 contro i Denver Broncos nel Monday Night Football. Pareggiò così il record NFL di Peyton Manning per il maggior numero di gare con almeno 450 yard e 4 touchdown passati (tre) e quello di Eli Manning per il maggior numero di gare con almeno 450 yard passate, 3 touchdown e 3 intercetti subiti (due). Nella settimana 15 fu messo in panchina dopo avere lanciato tre intercetti nella gara contro i Chiefs, dopo di che Dorian Thompson-Robinson fu nominato nuovo titolare.

### New York Giants
Il 21 marzo 2025 Winston firmò un contratto biennale del valore di 8 milioni di dollari con i New York Giants.

## Palmarès
- Convocazioni al Pro Bowl: 1

2015
- Giocatore offensivo della NFC della settimana: 2

1ª del 2016, 4ª del 2019
- Giocatore offensivo della AFC della settimana: 1

8ª del 2024
- Quarterback della settimana: 3

11ª del 2015, 1ª del 2016, 4ª del 2019
- Rookie offensivo del mese: 1

novembre 2015
- Pepsi NFL rookie dell'anno - 2015
- Rookie della settimana: 3

2ª, 5ª e 11ª del 2015
- PFWA All-Rookie Team - 2015

## Statistiche

### Stagione regolare
| 2015   | TB     | 16  | 16 | 312   | 535   | 58,3 | 4 042  | 7,6 | 68 | 22  | 15  | 84,2  | 53  | 213   | 3,9  | 21 | 6  | 27  | 190   | 6  | 2  | 6-10-0  |
| 2016   | TB     | 16  | 16 | 345   | 567   | 60,8 | 4 090  | 7,2 | 45 | 28  | 18  | 86,1  | 53  | 165   | 3,1  | 14 | 1  | 35  | 239   | 10 | 6  | 9-7-0   |
| 2017   | TB     | 13  | 13 | 282   | 442   | 63,8 | 3 504  | 7,9 | 70 | 19  | 11  | 92,2  | 33  | 135   | 4,1  | 17 | 1  | 33  | 207   | 15 | 7  | 3-10-0  |
| 2018   | TB     | 11  | 9  | 244   | 378   | 64,6 | 2 992  | 7,9 | 64 | 19  | 14  | 90,2  | 49  | 281   | 5,7  | 18 | 1  | 27  | 157   | 7  | 3  | 3-6-0   |
| 2019   | TB     | 16  | 16 | 380   | 626   | 60,7 | 5 109  | 8,2 | 71 | 33  | 30  | 84,3  | 59  | 250   | 4,2  | 26 | 1  | 47  | 282   | 12 | 5  | 7-9-0   |
| 2020   | NO     | 4   | 0  | 7     | 11    | 63,6 | 75     | 6,8 | 19 | 0   | 0   | 83,5  | 8   | -6    | -0,7 | 3  | 0  | 2   | 11    | 0  | 0  | 0-0-0   |
| 2021   | NO     | 7   | 7  | 95    | 161   | 59,0 | 1 170  | 7,3 | 72 | 14  | 3   | 102,8 | 32  | 166   | 5,2  | 20 | 1  | 11  | 69    | 2  | 1  | 5-2-0   |
| 2022   | NO     | 3   | 3  | 73    | 115   | 63,5 | 858    | 7,5 | 51 | 4   | 5   | 79,5  | 5   | 16    | 3,2  | 6  | 0  | 11  | 74    | 3  | 0  | 1-2-0   |
| 2023   | NO     | 7   | 0  | 25    | 47    | 53,2 | 264    | 5,6 | 30 | 2   | 3   | 57,4  | 5   | -6    | -1,2 | -1 | 0  | 2   | 13    | 0  | 0  | 0-0-0   |
| 2024   | CLE    | 12  | 7  | 181   | 296   | 61,1 | 2 121  | 7,2 | 89 | 13  | 12  | 80,6  | 25  | 83    | 3,3  | 13 | 1  | 24  | 130   | 5  | 2  | 2-5-0   |
| Totale | Totale | 105 | 87 | 1 944 | 3 178 | 61,2 | 24 225 | 7,6 | 89 | 154 | 111 | 86,4  | 323 | 1 297 | 4,0  | 26 | 12 | 219 | 1 372 | 60 | 26 | 36-51-0 |

### Play-off
| 2020   | NO     | 1 | 0 | 1 | 1 | 100,0 | 56 | 56,0 | 56 | 1 | 0 | 158,3 | 0 | 0 | 0,0 | 0 | 0 | 0 | 0 | 0 | 0 | 0-0 |
| Totale | Totale | 1 | 0 | 1 | 1 | 100,0 | 56 | 56,0 | 56 | 1 | 0 | 158,3 | 0 | 0 | 0,0 | 0 | 0 | 0 | 0 | 0 | 0 | 0-0 |

Fonte: Pro Football Reference - In grassetto i record personali in carriera —      leader della lega